# Vitis pseudoreticulata
Vitis pseudoreticulata är en vinväxtart som beskrevs av Wen Tsai Wang. Vitis pseudoreticulata ingår i släktet vinsläktet, och familjen vinväxter. Inga underarter finns listade i Catalogue of Life.